# 李東光 (明朝)
李東光（1506年—？），字晉卿，江西南昌府南昌縣人，民籍，明朝政治人物。

## 生平
江西鄉試第五十名舉人。嘉靖十四年（1535年）中式乙未科會試第一百三名，登第三甲第一百五十五名進士。授福建建宁府建阳县知县。

## 家族
曾祖李文忠；祖父李廷祥，曾任壽官；父李璽，母殷氏。慈侍下。弟李東晨。